# Orozco: El Embalsamador
Orozco El Embalsamador es un documental japonés de 2001 grabado en Colombia dirigido por el fotógrafo japonés Kiyotaka Tsurisaki, este muestra el trabajo de un oficial del ejército retirado llamado Froilán Orozco, quien se convirtió en embalsamador. Froilan desempeña su trabajo en El cartucho en aquel momento la zona más peligrosa de Bogotá y uno de los sitios más peligrosos del mundo.

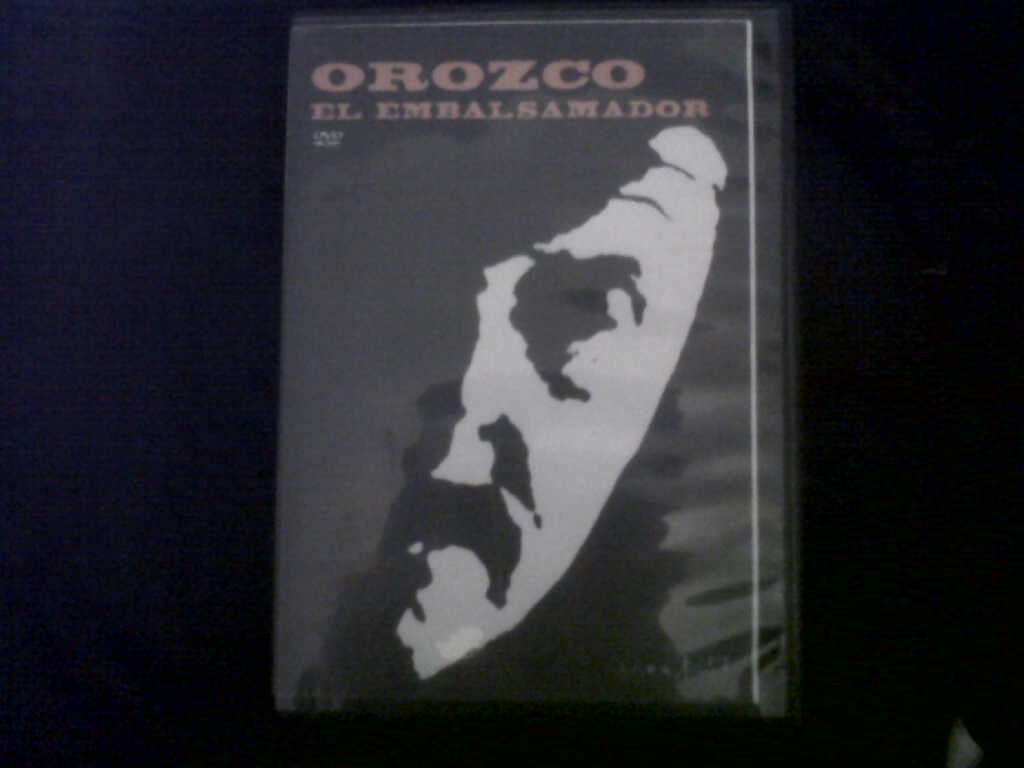
DVD pirata de la película. (Año 2015) se logra apreciar la cara de Froilán en la Portada.

Orozco presta sus servicios a un muy bajo costo, para que sean accesibles a los familiares de habitantes de calle y adictos a las drogas que residen en la zona, debido a esto usa procesos rudimentarios y artículos de aseo domésticos para la preparación del cuerpo. La grabación de la película fue un proceso de varios años, de ahí que también sea clasificada como documental o cinema verité, Orozco, que a lo largo de su vida embalsamó más de 50.000 cadáveres, murió durante la grabación de la cinta.Orozco no fue embalsamado ni su cuerpo fue enterrado en un ataúd, el destino de su cuerpo es desconocido hasta la fecha. 